# Совкино (Смоленская область)
Со́вкино   — деревня  в  Смоленской области России,  в Глинковском районе. Население – 28 жителей (2007 год)  .  Расположена в центральной части области  в 1 км к востоку от села Глинка,  в 17 км западнее  автодороги Р137 Сафоново — Рославль, в 10 км севернее автодорогиР96 Новоалександровский(А101)- Спас-Деменск — Ельня — Починок. Входит в состав Глинковского сельского поселения.

## История
В годы Великой Отечественной войны деревня была оккупирована гитлеровскими войсками в июле 1941 года, освобождена в ходе Ельнинско-Дорогобужской операции в 1943 году. От название деревни произошло первое название лежащей неподалёку железнодорожной станции на линии Смоленск  - Сухиничи. Сейчас станция Глинка.